# Kalamaja
Kalamaja ("Fiskhus", på äldre tyska "Fischermay", och på svenska förr ibland "Fiskaremajan") är en stadsdel i distriktet Põhja-Tallinn i Tallinn i Estland. Befolkningen uppgick till 10 756 invånare i januari 2017, på en yta av 2,1 kvadratkilometer.

## Historik
Kalamaja ligger vid Tallinnbukten norr om den Gamla staden och var under medeltiden plats för dåtida Revals fiskehamn. Från 1300-talet slog sig fiskare ned i området, huvudsakligen inflyttade estnisktalande. Kalamaja blev en förstad till handelsstaden innanför murarna och blev en viktig länk mellan stadens tyska köpmän och den omgivande landsbygden. Här fanns ett stort antal krogar, värdshus och bordeller. År 1438 uppfördes här ett kapell vigt åt den heliga Gertrud av Helfta.
Under Stora nordiska kriget förstördes 1710 stora delar av stadsdelens bebyggelse. Ett nytt uppsving kom under den ryska epoken, då Peter den store byggde ut stadens hamnbefästningar och lät anlägga en flottbas här. 
Åren 1828–1840 uppfördes kustbatteriet  Patarei. Under Krimkriget 1853–1856 revs stora delar av bebyggelsen för att förbättra stadens kustförsvar mot de franska och engelska flottorna. Efter kriget var befästningarna föråldrade och fungerade först som kasern och från 1919 som fängelse. Idag är byggnaderna ett kulturcentrum.
Efter anläggandet av Baltiska järnvägen till Baltischport (Paldiski) och Sankt Petersburg omkring 1870 bebyggdes området med industrier, då Tallinns centralstation uppfördes omedelbart söder om Kalamaja. Runt de stora industrierna växte en stadsdel med arbetarbostäder i trä upp, vilken idag till stora delar är bevarad.
Kalamajas begravningsplats var från slutet av 1400-talet och framåt den huvudsakliga begravningsplatsen för estniska och svenska stadsbor, medan de tyska borgarna i innerstaden begravdes på stadens kyrkogårdar. Begravningsplatsen jämnades med marken under sovjeteran för att ge plats åt den dåvarande sovjetiska flottbasen, men kyrkogårdens porttorn bevarades. Begravningsplatsen har omvandlats till Kalamaja kyrkogårdspark.
Efter Estlands självständighet har området under 1990- och 2000-talen genomgått en gentrifieringsprocess. De gamla industrikvarteren i området, Telliskivis kreativa stadsdel, är idag Estlands viktigaste distrikt för den kreativa industrin, med flera konstgallerier, designföretag, ideella organisationer, teatrar, Fotografiska, restauranger och kaféer. År 2011 anlades promenad- och cykelstråket Kultuurikilomeeter mellan centrum och Noblessner. Detta har senare delvis ersatts av den nybyggda Kalarannagatan.

## Kända platser och byggnader

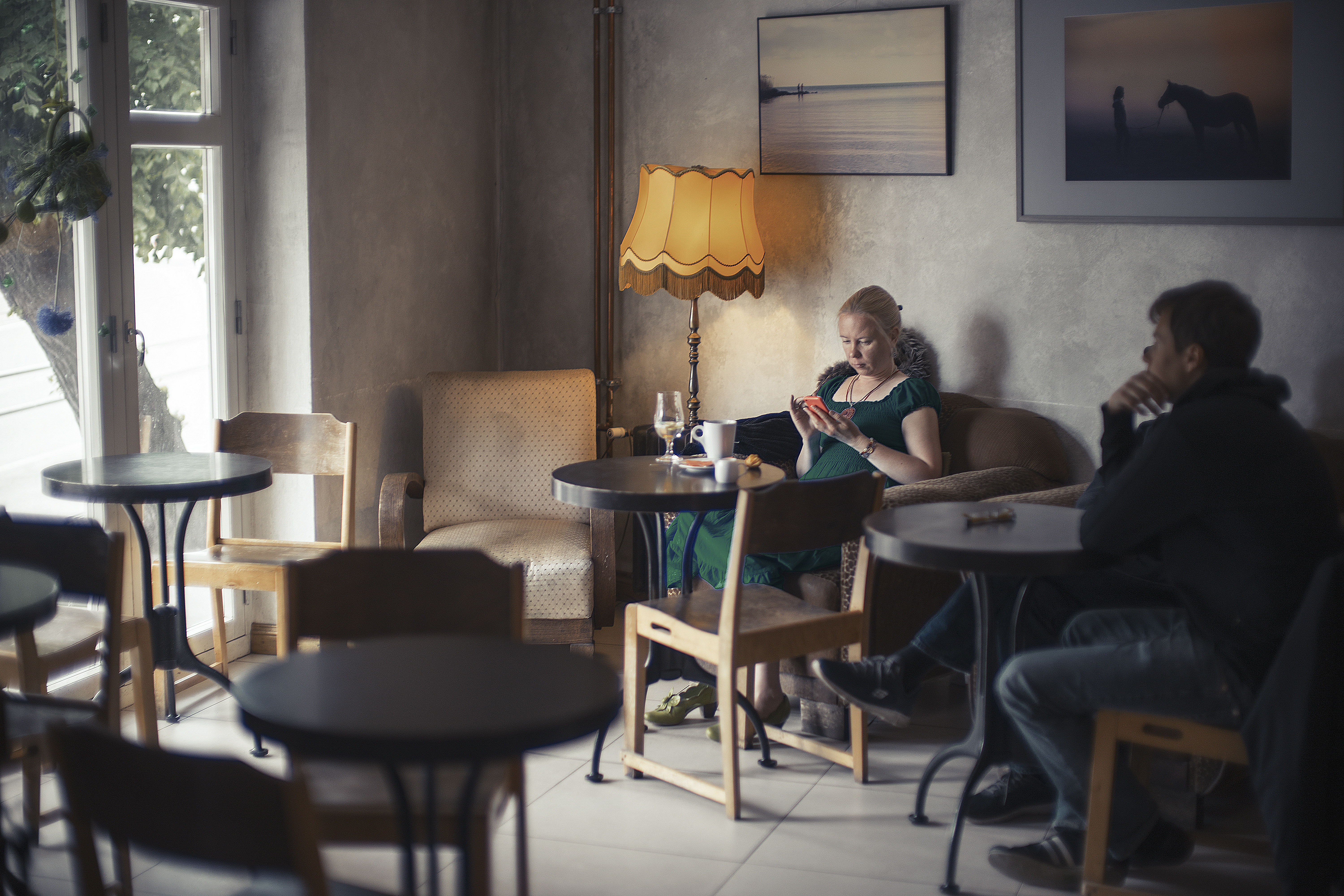
Cafe Boheem

- Telliskivi Loomelinnak, område för den kreativa industrin
- Tallinns sjöflyghamn är idag del av Estlands sjöfartsmuseum och har utställningar om Estlands sjöfartshistoria med bevarade fartyg.
- Patarei, tidigare sjöfästning och fängelse, idag under omvandling till kulturcentrum
- Linnahall, tidigare konserthus och ishall
- Noblessner, område med bland andra Kai konstcentrum och Proto upptäckarverkstad.'